# Caterina di Guisa
Caterina di Guisa (título original en italiano; en español, Catalina de Guisa) es una ópera en dos actos con música de Carlo Coccia y libreto en italiano de Felice Romani. Se estrenó el 14 de febrero de 1833 en el Teatro alla Scala de Milán, Italia, con éxito triunfal. El 15 de junio de 1836 se estrena en el Teatro Carignano de Turín una segunda versión con algunos cambios de vocalidad.

## Historia
Tras una larga trayectoria, Carlo Coccia recibe un encargo del teatro de La Scala para componer una ópera. Tras el fiasco de su obra anterior, Enrico di Monfort, el compositor decide seguir el estilo de las óperas románicas de Gaetano Donizetti y Vincenzo Bellini que triunfa en ese momento. El argumento probablemente es elegido por el libretista, Felice Romani, y se adapta a los dramas históricos protagonizados por mujeres acusadas de adulterio con final trágico que serán populares en esos años.
La ópera se estrenó en La Scala de Milán el 14 de febrero de 1833, con tal éxito que se dieron 17 representaciones. Considerada una de las cumbres del drama romántico, fue elogiada por su refinado lirismo, su rica orquestación, su libertad formal y su dramatismo.
Poco después, Coccia reescribió la ópera, quizá animado por Romani. Contaba con un destacado elenco de intérpretes y el tiempo necesario para adaptar las partes vocales a voces más graves (excepto para el personaje de Arturo, que pasa e contralto a la más aguda voz de mezzosoprano), bajando la tesitura de Caterina y San Megrino y convirtiendo a Enrico en bajo, algo más lógico en esa época, en la que tener dos tenores sonaba a Rossini. Esta nueva versión se estrena en el Teatro Carignano de Turín el 15 de junio de 1836. Las posteriores representaciones de la ópera elegirían la versión en función de los solistas disponibles, e incluso en 1842, estando ya retirado de la composición operística, el propio Coccia dirigió en el Teatro Regio de Turín unas representaciones de la ópera que contaban con elementos de ambas versiones.
Fuera de Italia, la ópera se representó en Budapest (traducida al alemán) y en Madrid en 1835, en Viena en 1836 (traducida al alemán; en 1837 se representó en el original italiano), en Lisboa en 1837 y en Odesa en 1839.
La ópera ha sido recuperada en tiempos modernos en el Teatro Gabriello Chiabrera de Savona el 30 de octubre de 1990 utilizando la versión revisada de 1836. La grabación discografíca de esta representación ha sido publicada por el sello Bongiovanni.

## Personajes
| Personaje                                           | Voz                                                | Intérprete del estreno (1833) Alessandro Rolla, director de orquesta | Intérprete de la segunda versión (1836) Giulio Buzzi, director de orquesta |
| --------------------------------------------------- | -------------------------------------------------- | -------------------------------------------------------------------- | -------------------------------------------------------------------------- |
| Enrico (duque de Guisa, jefe de la Liga Católica    | tenor (1ª versión) / bajo (2ª versión)             | Domenico Reina                                                       | Pio Botticelli                                                             |
| Caterina di Cleves (su esposa)                      | soprano                                            | Adelaide Tosi                                                        | Henriette Méric-Lalande                                                    |
| Arturo di Cleves (sobrino y escudero de la duquesa) | contralto (1ª versión) / mezzosoprano (2ª versión) | Isabella Fabbrica                                                    | Carlotta Griffini                                                          |
| Conte di San Megrino (favorito del rey de Francia)  | tenor                                              | Francesco Pedrazzi                                                   | Domenico Donzelli                                                          |

## Argumento
La acción tiene lugar en París en 1578, durante el reinado de Enrique III. Enrique, duque de Guisa es el líder de la Liga Católica, enemigo de los hugonotes y enemistado con el rey. 
Acto I
Galería en el Louvre
Se celebra un baile en el que están presentes miembros de la liga católica, pero también el conde de San Megrino, del bando rival. Éste trata de cortejar a la duquesa Caterina, de quien está enamorado, aun sabiendo que ella es la esposa de su enemigo. Ella, pese a estar asustada, responde a sus avances. Cuando ella se va, pierde un pañuelo; el conde trata de seguirla, pero al oír la llegada del duque huye por otro sitio. El duque, al ver el pañuelo en el suelo, piensa que lo ha perdido San Megrino, y reconociendo que es de su esposa, sospecha de una relación entre ambos (aria: Grave, tremendo arcano). Poco después reaparece San Megrino y ambos se enfrentan por temas políticos. El conde desafía al duque a un duelo, pero éste lo rechaza, aludiendo a su mayor rango.
Sala de recepción del palacio de Guisa
Arturo, escudero y primo de la duquesa, está enamorado de ella, aunque es consciente de que no hay esperanza para su amor (aria: Con la luce, con la vita). Llega la duquesa, preocupada por haber perdido su pañuelo. Como el duque aún no ha regresado, ella le pide a Arturo que lea unos versos de amor del poeta Ronsard. Llega el duque, que obliga a su esposa a confesar que el conde la ha cortejado y a escribirle una carta invitándole a acudir al palacio esa noche, con la intención de tenderle una trampa. La duquesa pide a Arturo que le entregue la carta al conde una vez que su esposo se ha ido, sin saber que en realidad se ha escondido tras una cortina y oye todo. Cuando éste reaparece, Caterina es consciente del cruel destino que le espera, mientras el duque trama su venganza. 
Acto II
Plaza del Louvre
San Megrino ha ganado un torneo, por lo que es aclamado por todos. Arturo cree que le carta que debe entregarle al conde es una carta de amor de Caterina, por lo que sufre al entregársela. San Megrino le pide a Arturo que regrese donde la duquesa y le confirme su amor (aria: Torna a lei). 
Atrio del palacio de Guisa
El duque da órdenes a sus sirvientes de que puede entrar quien quiera al palacio, pero nadie pueda salir. Llega Arturo y, al ser consciente de la trampa que prepara el duque, trata en vano de disuadirlo; el duque sólo piensa en su venganza. 
Gabinete de la duquesa
Caterina, encerrada en su habitación, suspira por no poder hacer nada para ayudar al conde (aria: Ah, fidar potessi almeno). Llega San Megrino sin problema. Ella le pide que huya porque está en peligro, e incluso intenta hacerle creer que no le ama para conseguir que se vaya, pero finalmente le confiesa su amor. Cuando piensa que no hay escapatoria, Arturo le deja una cuerda para escapar por la ventana justo antes de que el duque aparezca en la habitación. Al no ver al conde pide a sus soldados que lo busquen. Caterina pide clemencia a su esposo al saber que San Megrino lucha contra los hombres del duque con la ayuda de Arturo para poder escapar. Pero ambos mueren, y el duque le arroja a su esposa el pañuelo que despertó sus sospechas, diciéndole que recuerde siempre su venganza.

## Estructura
Acto I
- Sinfonía y Coro de introducción: Lo vedeste? - Il Dio parea
- Dueto: Non fuggirmi: in me destasti (Conte, Duchessa)
- Escena: Vedi? il regal favore (Coro)
- Aria: Grave, tremendo arcano (Duca)
- Escena: Silenzio... ei vien (Duca)
- Dueto: Pera chi vuol turbarla / Vieni, tu vuoi nascondere (Conte, Duca, Coro)
- Aria y Cavatina: Con la luce, con la vita / Un sol momento (Arturo)
- Escena: Cercammo invano / Deh! non pensar che spegnere (Coro, Arturo)
- Escena: Non vi prenda stupor (Duca)
- Dueto: E infierir così potete / Ah! lo veggo, un'imprudenza (Duchessa, Duca)
- Duetino: Io lasciarti? Sì afflitta (Arturo, Duchessa)
- Escena: Non anco è compita (Duca)
- Finale I: Veggo, ah! veggo il destin (Duchessa, Duca, Coro)

Acto II
- Marcha y Coro de introducción: Dunque è ver?
- Aria: Torna a lei (Conte)
- Dueto: Guisa, dirà la terra (Arturo, Duca)
- Escena: Da un destin sospinto io sono (Duca, Arturo, Coro)
- Aria: Ah, fidar potessi almeno (Duchessa)
- Escena: Ah questa volta io sento / Dolce la morte rendimi (Duchessa, Conte)
- Escena: Ov'è desso? (Duca)
- Aria: Lascia in prima (Duchessa)
- Finale: Ah! m'uccidi (Duchessa, Duca)

## Discografía
| Año  | Reparto (Enrico, Caterina, Arturo, San Megrino)                          | Director de Orquesta | Sello discográfico |
| ---- | ------------------------------------------------------------------------ | -------------------- | ------------------ |
| 1990 | Stefano Antonucci, Carmela Apollonio, Nicoletta Ciliento, Mario Leonardi | Massimo de Bernart   | Bongiovanni        |